# Carolus Antonius Fodor
Carolus Antonius Fodor, également appelé Carel Anton Fodor, né le 12 avril 1768 à Venlo et mort le 22 février 1846 à Amsterdam, est un compositeur, pianiste et chef d'orchestre néerlandais de la période classique et de la période romantique.
Il est considéré comme le compositeur néerlandais le plus important de la fin de la période classique et du début du romantisme après Johann Wilhelm Wilms.

## Biographie

### Origine familiale
D'origine hongroise,, Carolus Antonius Fodor naît le 12 avril 1768 à Venlo dans les Provinces-Unies,,.
Il est le fils cadet d'un officier et violoniste hongrois qui s'est installé aux Pays-Bas, et est le frère de Josephus Andreas et Carolus Emanuel Fodor,,.

### Formation et carrière
Carolus Antonius Fodor reçoit très jeune une instruction musicale approfondie, dont des cours de clavecin donnés par un professeur venu de Mannheim, puis part à Paris à l'âge de 13 ans avec son frère aîné pour y parfaire sa formation, et probablement également en Russie, avant de revenir à Amsterdam en 1790.
Il donne ensuite des concerts chez Felix Meritis et à la cour de La Haye et se construit une réputation de virtuose du piano.
Après la mort de Bartholomeus Ruloffs en 1801, Fodor est nommé chef de l'orchestre Felix Meritis, qu'il dirige pendant vingt-cinq ans,,. Un an plus tard, en 1802, il succède à Karl Joseph Schmidt comme chef de l'autre orchestre important d'Amsterdam, l'orchestre Eruditio Musica, un ensemble de 70 musiciens fondé en 1796. Fodor et Johann Wilhelm Wilms (un compositeur néerlandais d'origine allemande) composent pour les orchestres Felix Meritis et  Eruditio Musica des compositions impliquant jusqu'à 50 instruments à cordes.
En 1808, il est nommé membre de l'Institut des sciences, des lettres et des beaux-arts des Pays-Bas,. 
En 1811, lorsque l'orchestre Eruditio Musica arrête ses activités, Fodor fonde dans une salle près de la Monnaie les « Concerts du mardi soir » avec Johann Wilhelm Wilms, les violonistes Jacobs et Baldenecker et le bassoniste Mann. Selon un article paru en avril 1812 dans le périodique Allgemeine musikalische Zeitung, la qualité de ces « concerts du mardi soir » n'était pas grande car l'orchestre était composé « en partie de dilettantes ».
En 1826, après vingt-cinq ans, Fodor prend sa retraite en tant que chef d'orchestre de l'orchestre Felix Meritis.
Carolus Antonius Fodor meurt le 22 février 1846 à l'âge de 77 ans à Amsterdam,, dans ce qui est alors devenu le royaume des Pays-Bas.

## Œuvre
Carolus Antonius Fodor signe généralement ses œuvres du nom d'Antoine Fodor pour se distinguer de ses frères Josephus Andreas et Carolus Emanuel.
Il a composé, entre autres, trois symphonies, huit concertos pour piano, un opéra et de nombreuses musiques de chambre,,,. Sa symphonie n° 4 a été écrite avant 1801 :
- Huit concertos pour le piano, op. 1, 2, 3, 4, 5, 8, 12 et 15, publiés à Amsterdam et Paris ;
- Concertino avec accompagnement d'orchestre, op. 21 (Amsterdam) ;
- Quatuors pour piano, deux violons et violoncelle, op. 7 et 14 (Amsterdam et Paris) ;
- Sonates en trio pour piano, violon et violoncelle, op. 9 et 11 (Amsterdam et Offenbach) ;
- Sonates pour piano et violon (Amsterdam et Paris) ;
- Trois sonates à quatre mains, op. 9, 10 et 16 (Amsterdam) ;
- Cinq sonates pour piano seul ;
- Symphonie à grand orchestre en ré majeur, op. 5 dédiée à la Société Felix Meritis
- Symphonie no 2 en sol majeur, op. 13 (1802) ;
- Symphonie no 3 en ut mineur, op. 19 (1803).

Son seul opéra Numa Pompilius est considéré comme perdu,.